# Berufseignungstest (Testbatterie)
Der Berufseignungstest (kurz BET) ist ein Leistungstest in Form einer psychologischen Testbatterie. Er wurde entwickelt, um eine Vorhersage zur Berufseignung für verschiedene Ausbildungsberufe machen zu können. Die Testbatterie umfasst 12 Einzeltests. Das Besondere ist, dass er neben kognitiven Fähigkeiten auch motorische Fertigkeiten erfasst. Der Test ist für Testpersonen zwischen 14 und 38 Jahren normiert. Es sind Anforderungsnormen für 64 Berufe vorhanden. Die Bearbeitungszeit wird auf 150 Minuten geschätzt, die 15 Minuten Pause beinhalten sollte.

## Entstehung
Der Berufseignungstest ist die deutschsprachige Adaptation der amerikanischen General Aptitude Test Battery (GATB) von H. Schmale und H. Schmidtke.

## Skalenbezeichnungen
Die Einzeltests werden mit folgenden Skalennamen bezeichnet:
- Werkzeugvergleich
- Körperabwicklung
- Adressvergleich
- Grundrechnen
- Figurenlesen
- Rechenaufgaben
- Begriffsähnlichkeiten und -gegensätze
- Striche zeichnen
- Zapfen stecken
- Zapfen umdrehen
- Unterlegscheibe einbauen
- Unterlegscheibe ausbauen

Für die ersten sieben Einzeltests liegen Parallelformen vor. Der Test kann als Gruppentest durchgeführt werden. Da nur ein Proband am Steckbrett arbeiten kann, lässt sich Testmaterial sparen, indem die Reihenfolge der Untertests für die einzelnen Gruppen verändert wird.